# Russell Cross
Pour les articles homonymes, voir Cross.
Russell Cross Jr, né le 5 septembre 1961 à Chicago dans l'Illinois, est un ancien joueur américain de basket-ball.